# Federico Bondioli
Federico Bondioli (ur. 16 maja 2005 w Rawennie) – włoski tenisista, finalista juniorskiego US Open w grze podwójnej chłopców.

## Kariera tenisowa
W 2022 zadebiutował w cyklu ITF Men’s Circuit, a w 2023 w turnieju głównym rangi ATP Challenger Tour.
Startując w rozgrywkach juniorów, Federico Bondioli w 2023 roku osiągnął finał US Open w grze podwójnej chłopców, grając w parze z Joelem Schwärzlerem. W finale przegrali ze Szwedem Maxem Dahlinem i Estończykiem Oliverem Ojakäärem.
W rankingu gry pojedynczej najwyżej był na 972. miejscu (6 listopada 2023), a w zestawieniu gry podwójnej na 620. pozycji (12 czerwca 2023).

### Finały juniorskich turniejów wielkoszlemowych

#### Gra podwójna (0–1)
| Końcowy wynik | Nr | Data            | Turniej            | Nawierzchnia | Partner         | Przeciwnicy               | Wynik finału   |
| ------------- | -- | --------------- | ------------------ | ------------ | --------------- | ------------------------- | -------------- |
| Finalista     | 1. | 9 września 2023 | US Open, Nowy Jork | Twarda       | Joel Schwärzler | Max Dahlin Oliver Ojakäär | 6:3, 3:6, 9:11 |